# Antimaterie

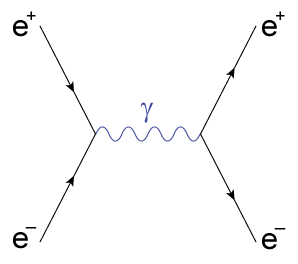
Annihilatie van een negatief geladen elektron (e^{−}) en een positief geladen positron (e^{+}) (links) waarbij een foton ontstaat (γ, midden) die weer overgaat in een elektron en positron (rechts).

Volgens de natuurkunde bestaat er van elk soort elementair deeltje een antideeltje, waarvan een aantal fysische eigenschappen hetzelfde, maar andere eigenschappen (waaronder de elektrische lading) precies tegengesteld zijn.
Materie die uit antideeltjes is opgebouwd, heet antimaterie. Als een deeltje met zijn antideeltje botst, annihileren ze elkaar en wordt hun massa omgezet in energie volgens de massa-energierelatie E = mc².

## Geschiedenis

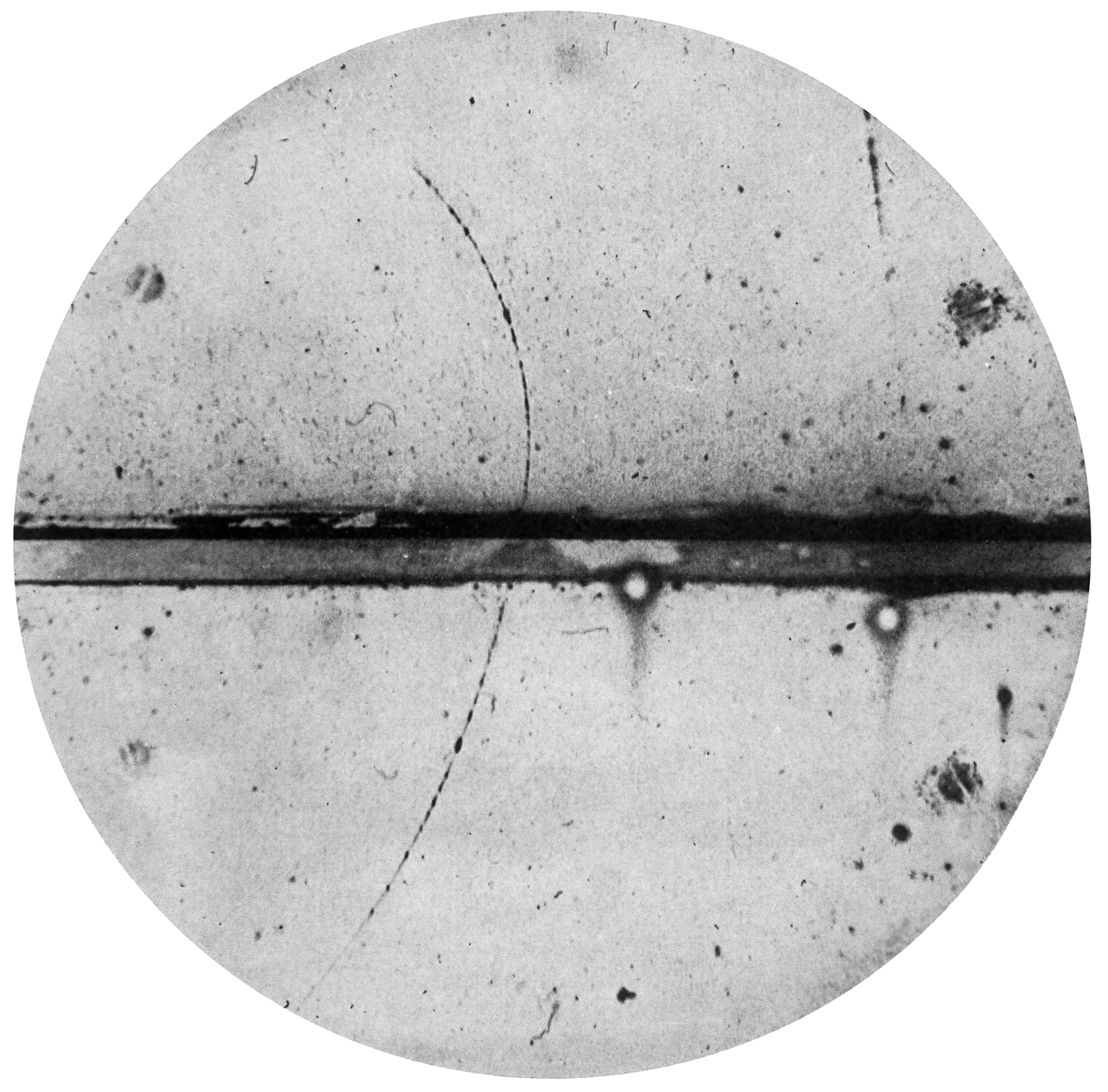
De eerste waarneming van een positron door Carl Anderson in 1932. Horizontaal loopt een loodplaat met een dikte van 6 mm, die de nevelkamer in tweeën deelt. Het bovenste spoor dat begint bij de loodplaat is van het positron.

In 1928 kwam Paul Dirac als eerste met een wiskundige formulering voor het elektron in overeenstemming met de relativistische kwantummechanica (een combinatie van de speciale relativiteitstheorie en de kwantummechanica). Zijn beschrijving voorspelde dat het antideeltje van het elektron ook zou moeten bestaan. In 1932 werd het deeltje ontdekt door Carl Anderson. Die zag de sporen van een deeltje in een nevelvat, dat overeenkwam met een elektron, maar in een magneetveld symmetrisch de andere kant opboog: het moest positief geladen zijn. Hij noemde dit antideeltje van het elektron positron.

## Eigenschappen
Een antideeltje heeft dezelfde massa en spin als het corresponderende deeltje. De overige eigenschappen (namelijk de behouden grootheden) zijn precies omgekeerd. Zo heeft het anti-elektron (ook positron genoemd) net als het elektron massa 0,511 MeV en spin ½, maar in afwijking daarvan leptongetal −1 en elektrische lading +1.
De bekendste deeltjes vormen de volgende paren:
|                             |                              | Behouden grootheden | Behouden grootheden | Behouden grootheden | Overige | Overige        |
| Deeltje                     | Symbool                      | Lading Q            | Leptongetal L       | Baryongetal B       | Spin J  | Massa (MeV/c²) |
| --------------------------- | ---------------------------- | ------------------- | ------------------- | ------------------- | ------- | -------------- |
| proton                      | {\displaystyle p\,}          | +1                  | 0                   | +1                  | 1/2     | 938,3          |
| antiproton                  | {\displaystyle {\bar {p}}\,} | −1                  | 0                   | −1                  | 1/2     | 938,3          |
|                             |                              |                     |                     |                     |         |                |
| neutron                     | {\displaystyle n\,}          | 0                   | 0                   | +1                  | 1/2     | 939,6          |
| antineutron                 | {\displaystyle {\bar {n}}\,} | 0                   | 0                   | −1                  | 1/2     | 939,6          |
|                             |                              |                     |                     |                     |         |                |
| elektron                    | e−                           | −1                  | +1                  | 0                   | 1/2     | 0,511          |
| positron (anti-elektron)    | e+                           | +1                  | −1                  | 0                   | 1/2     | 0,511          |
|                             |                              |                     |                     |                     |         |                |
| foton, gelijk aan antifoton | γ                            | 0                   | 0                   | 0                   | 1       | 0              |
In deze tabel zijn de massa's uitgedrukt in mega-elektronvolt (MeV), de ladingen in de elementaire lading e, en de spin in het elementaire impulsmoment {\displaystyle \hbar }. Er bestaan nog meer behouden grootheden naast de hier genoemde elektrische lading (Q), leptongetal (L) en baryongetal (B):
- Charm (C) (is +1 voor onder meer het c-quark)
- Strangeness (S) (is −1 voor onder meer het s-quark)
- Top (is +1 voor onder meer het t-quark)
- Bottom (is −1 voor onder meer het b-quark).

Als een deeltje instabiel is, is zijn antideeltje dat ook, met dezelfde gemiddelde levensduur. De vervalproducten van het antideeltje zijn dan de antideeltjes van de vervalproducten van het deeltje.
Bovenstaande voorbeelden zijn fermionen, waaruit de materie is opgebouwd. Bij bosonen ligt het anders: dit zijn wisselwerkingsdeeltjes die niet tot de materie of antimaterie behoren. Zo zijn het positieve pion π+ en het negatieve π− elkaars antideeltje, maar ze komen onder dezelfde omstandigheden voor en er is geen enkele reden om het ene een deeltje en het andere een antideeltje te noemen. Het neutrale pion π0, het foton en vele andere neutrale bosonen zijn hun eigen antideeltje; ook daar heeft de term antimaterie weinig of geen betekenis.
Antimaterie komt onder normale omstandigheden op aarde voor. Het wordt gemaakt in het laboratorium of een deeltjesversneller, of het ontstaat bij kernreacties. Bij een PET-scan wordt gebruikgemaakt van radioactieve stoffen die een positron (anti-elektron) uitzenden ten gevolge van een kernreactie. Meestal maakt men één soort antideeltjes, maar in 2002 is het CERN gelukt antiprotonen en positronen te combineren tot antiwaterstofatomen en hun eigenschappen te bestuderen. Ze bleken zich net zoals gewone waterstof te gedragen. Eind 2010 slaagde men erin 38 antiwaterstofatomen te creëren en in te sluiten gedurende een tiende seconde. Op 6 juni 2011 werd door het CERN een nieuw record gevestigd: het slaagde erin gedurende ruim 15 minuten een 300-tal antiwaterstofdeeltjes vast te houden.

## Annihilatie
Als een deeltje en het bijbehorende antideeltje elkaar tegenkomen, kan annihilatie optreden, een proces waarbij beide deeltjes vernietigd worden en waarbij veel energie vrijkomt, volgens E=mc².
In sommige gevallen resteert alleen de inwendige energie van de deeltjes, die manifest was als hun massa (men zegt wel dat de volledige massa in energie wordt omgezet). Die energie ontsnapt dan in de vorm van elektromagnetische straling. Zo vervalt een elektron-positronpaar in twee fotonen. Een gram materie met een gram antimaterie levert bij volledige annihilatie 1,8 × 1014 joule energie op, 43 kiloton TNT, of de verbrandingsenergie van ongeveer 30.000 vaten ruwe olie.
In andere gevallen levert de annihilatie allerlei deeltjes op, zoals pionen en neutrino's, waarvan een deel zelf na korte tijd weer vervalt. Bij de annihilatie van een proton-antiprotonpaar dat elkaar met lage snelheid raakt, is het resultaat in 20% van de gevallen:
{\displaystyle p{\bar {p}}\rightarrow 2\pi ^{+}+2\pi ^{-}+\pi ^{0}\rightarrow 2\mu ^{+}+2\mu ^{-}+2\nu _{\mu }+2{\bar {\nu }}_{\mu }+2\gamma }
De annihilatieproducten zijn in dit geval pionen (π), die op hun beurt na korte tijd uiteenvallen in (anti)muonen (μ), (anti)neutrino's (ν) en fotonen (γ). De muonen vallen daarna ook weer snel uiteen.
Omgekeerd kan, als er voldoende energie op een plaats beschikbaar is, deze gebruikt worden om een deeltje-antideeltjepaar te vormen. Ook ontstaan dit soort paren kortstondig door energiefluctuaties.

## Antimaterie in het heelal
In het door de mens bestudeerde deel van het heelal bevindt zich bijna alleen gewone materie. Dat is opmerkelijk gezien het bovenstaande: uit het "niets" zouden materie en antimaterie in gelijke hoeveelheden ontstaan. Er zijn verschillende hypothesen over de oorzaak.
- Tijdens de oerknal werd ongeveer evenveel materie als antimaterie gevormd. Er was echter iets meer materie dan antimaterie en na een grootschalig annihilatieproces bleef er alleen wat materie over. Dat is de reden dat het tegenwoordige heelal vrijwel geheel uit materie bestaat en dat er zo veel straling in het heelal is (straling afkomstig van de annihilaties).
- Een andere hypothese is dat een groot, ver verwijderd (en nog niet waargenomen) deel van het heelal volledig opgebouwd is uit antimaterie. Bij het ontstaan zou alle materie in één deel en de antimaterie in een ander deel terecht zijn gekomen. Hierbij moet worden opgemerkt dat wij hemellichamen voornamelijk waarnemen door de uitgezonden fotonen, en een foton is gelijk aan zijn antideeltje (een foton is hetzelfde als een antifoton) zodat er geen verschil te zien is.

In april 1997 werd ontdekt dat in het centrum van de melkweg positronen werden gevormd. De Compton Gamma Ray Observatory van NASA ontdekte wolken van positronen.
In juli 2003 werd door een team van onderzoekers van de NASA ontdekt dat er bij gigantische explosies op de zon, de zogeheten zonnevlammen, antimaterie wordt gevormd. De onderzoekers maakten gebruik van NASA's Reuven Ramaty High Energy Solar Spectroscopic Imager (RHESSI) om de hoogenergetische röntgen- en gammastralen te bestuderen.
In 2011 werd, met de laatste vlucht van spaceshuttle Endeavour, de Alpha Magnetic Spectrometer naar het ISS getransporteerd. Die zal daar tien jaar onderzoek doen naar antimaterie en donkere materie.
Op enkele honderden kilometers hoogte wordt de Aarde omgeven door een gordel waarin relatief veel antiprotonen voorkomen. Deze worden door het aardmagnetisch veld ingevangen en blijven bestaan omdat op deze hoogte weinig normale materie aanwezig is, zodat annihilatie uitblijft. Met name in de Zuid-Atlantische Anomalie, worden hoge concentraties gemeten die niet door normaal verval verklaard kunnen worden. Tot deze conclusie kwam een internationaal team van natuurkundigen in 2011 op basis van metingen van het PAMELA-experiment (Payload for Antimatter Matter Exploration and Light-nuclei Astrophysics). Dit is een Europees satellietexperiment dat vijf jaar geleden werd gelanceerd. Men speculeert dat deze antimaterie in de toekomst gebruikt zou kunnen worden in een antimaterie-aandrijving.

## Trivia
- In het boek Het Bernini Mysterie van Dan Brown slagen vader en dochter Vetra erin antimaterie te produceren en op te slaan in een speciaal ontwikkelde cilinder. Deze cilinder wordt gestolen en in Vaticaanstad geplaatst als een bom. Het laboratorium CERN heeft een speciale webpagina[4] geopend om uit te leggen dat dat niet kan.
- In diverse sciencefictionfranchisen zoals Star Trek wordt antimaterie gebruikt als de ultieme brandstof voor ruimteschepen. Doordat met een beperkte massa een enorme hoeveelheid energie gevormd wordt, zou dit opslagproblemen kunnen oplossen. Er zijn geen concrete plannen bij ruimtevaartorganisaties om dit in realiteit toe te passen.[5]